# Distretto di Anguía
Il distretto di Anguia è uno dei diciannove distretti  della provincia di Chota, in Perù. Si trova nella regione di Cajamarca e si estende su una superficie di 123,01 chilometri quadrati.

Istituito il 16 ottobre 1933, ha per capitale la città di Anguia; al censimento 2005 contava 4.542 abitanti.